# Нирвана (група)
Вижте пояснителната страница за други значения на Нирвана.
„Нирвана“ (на английски: Nirvana) е гръндж група в гр. Абърдийн, щата Вашингтон, Съединените американски щати.
Сформирана е от нейния вокалист и китарист Кърт Кобейн и басиста Крист Новоселич. Песните ѝ се отличават с цинични и „тежки“ текстове. През групата преминават серия барабанисти, като най-дълго задържалият се е Дейв Грол, присъединил се към Нирвана през 1990 година.
Със своя водещ сингъл „Smells Like Teen Spirit“ от албума Nevermind (1991), Нирвана навлизат в музикална вълна, считана за субстил в алтернативния рок, наречен гръндж.
Други сиатълски гръндж групи като Alice in Chains, Pearl Jam, и Soundgarden също постигат популярност и като резултат алтернативният рок става доминантният стил, излъчван по радиата и музикалните телевизии в САЩ за първата половина на 90-те години на XX век. Фронтменът Кърт Кобейн се възприема като говорител на цяло едно поколение – поколението „Хикс“. Кобейн не се чувства особено приятно заради концентрирането на вниманието върху него и предизвиква публиката с третия студиен албум на групата – In Utero.
Съществуването на Нирвана приключва със смъртта на Кърт Кобейн през април 1994, но популярността на групата продължава в следващите години. Повече от осем години по-късно „You Know You're Right“, песен от последната незавършена студийна сесия, оглавява много радио класации. От дебюта си през 1987 групата са продали 50 милиона албумни копия из целия свят. През 2020-те години Нирвана продължават да имат своето присъствие по радио станции из света.

## История
През 1984 г. в градчето Абърдийн (близо до Сиатъл) се срещат Кърт Доналд Кобейн и Крист Антъни Новоселич. Двамата решават да създадат своя група, заедно с барабаниста Дейвид Кроул. Новосформираната група се премества в Сиатъл и се преименува на „Нирвана“ (Nirvana).
През 1988 г. барабанист на групата става Чад Чанинг. Нирвана свирят като подгряваща група на няколко концерта, но желанието им е да издадат свой албум и започват работа по него. Не след дълго подписват договор със звукозаписната компания „Съб Поп“.
През юни 1989 г. излиза дебютният албум на Нирвана – „Bleach“. След напускането на досегашния барабанист – Чад Чанинг, Нирвана сменят много музиканти на негово място, като в края се спират на Дейв Ерик Грол.
През 1991 г. групата подписва договор с компанията „Голдмаунтън“. Нирвана започват мащабно турне с инди-групата Sonic Youth и с това се поставя началото на Нирвана-манията по целия свят. На 23 септември същата година се появява вторият им албум – „Nevermind“, включващ най-успешната им песен – „Smells Like Teen Spirit“. Албумът веднага измества „Dangerous“ на Майкъл Джексън от първото място в Billboard и превръща групата в най-горещите звезди от началото на 90-те. Но с големите успехи и внезапно застигналата ги слава групарите се сблъскват и с някои проблеми, които впоследствие ще решат съдбата на Нирвана. Кърт Кобейн се пристрастява към хероина и изпада в дълбока депресия. През 1992 година той си купува пушка, с която две години по-късно слага край на живота си. Има и друга версия за смъртта му според която без да иска се е самоубил от свръхдоза хероин. Сключва брак с певицата и актриса Кортни Лав и това обтяга още повече отношенията между членовете на групата. Дейв Грол и Крист Новоселич се съгласяват да взимат по-малка част от печалбите за сметка на запазването целостта на Нирвана. Много хора смятат, че именно Лав е в основата на разпадането на групата и смъртта на Кобейн. Едно обаче е сигурно – след излизането на Nevermind Нирвана се издигат до върховете на музикалната индустрия. Последват го „Incesticide“ (1992), който има за цел да възвърне характерния за групата стил, след леко комерсиалния „Nevermind“, „In Utero“ (13 септември 1993).
През март 1994 г. Нирвана снимат свои акустични изпълнения за предаването на MTV – „Unplugged“. По това време Кърт Кобейн изпада в дълбока депресия, като започва да взема наркотици. На 8 април 1994 г. тялото му е намерено 3 дни след смъртта от електротехник, дошъл да инсталира охранителна система в къщата. Според някои, той се е обесил, самоубил се е.
Началото на грънджа е поставено много преди Нирвана, но тя се смята за групата, която го популяризира. Грънджът е жив и днес, но неговата популярност трудно ще достигне предишните си мащаби. Въпреки това, идеите на гръндж музиката като отричане на комерсиализма, индивидуализма и други са живи и до днес в други музикални и обществени течения.
Нирвана оставят траен белег в историята на съвременната музика и предопределят в голяма степен бъдещо развитие на музикалните течения в рокендрола.

## Състав
| Последни членове - Кърт Кобейн – вокали и китара (1987 – 1994) - Дейв Грол – барабани (1990 – 1994) - Крист Новоселич – бас (1987 – 1994) |  | Предишни членове - Арън Бърхард – барабани (1987 – 1988) - Дейл Кровър – барабани (1988; 1990) - Дейв Фостър – барабани (1988) - Чад Чанинг – барабани (1988 – 1990) - Джейсън Евърман – китара (1989) - Дан Питърс – барабани (1990) |

## Дискография
Албуми и компилации
- Bleach
(1989)
Sub Pop
- Nevermind
(1991)
DGC Records
- Incesticide
(1992)
DGC Records
- In Utero
(1993)
DGC Records
- MTV Unplugged in New York
(1994)
DGC Records
- From the Muddy Banks of the Wishkah
(1996)
DGC Records
- Nirvana
(2002)
DGC Records
- Sliver: The Best of the Box
(2005)
DGC Records

Box Sets и видеа
- Live! Tonight! Sold Out!! (1994) видео Geffen
- Singles (1995) Box Set Geffen
- With the Lights Out (2004) Box Set Geffen
- Classic Albums - Nirvana - Nevermind (2005) DVD Eagle Vision

## Позиция в класациите (албуми)
| Година | Албум                               | Billboard 200 | Австралия | Австрия | Великобритания | Германия | Нидерландия | Нова Зеландия | Финландия | Швейцария | Швеция | Япония |
| ------ | ----------------------------------- | ------------- | --------- | ------- | -------------- | -------- | ----------- | ------------- | --------- | --------- | ------ | ------ |
| 1989   | Bleach                              | 89            | 34        | 26      | 33             | 24       | -           | 30            | 24        | -         | -      | 46     |
| 1991   | Nevermind                           | 1             | 2         | 2       | 7              | 3        | 2           | 2             | 1         | 2         | 13     | 24     |
| 1992   | Incesticide                         | 39            | 22        | 10      | 14             | 40       | 17          | 23            | 18        | 18        | 27     | 50     |
| 1993   | In Utero                            | 1             | 2         | 8       | 1              | 14       | 10          | 3             | 5         | 16        | 1      | 13     |
| 1994   | MTV Unplugged in New York           | 1             | 1         | 1       | 1              | 6        | 1           | 1             | 3         | 3         | 2      | 20     |
| 1996   | From the Muddy Banks of the Wishkah | 1             | ?         | 3       | 3              | 38       | 11          | 2             | 2         | 9         | 6      | 12     |
| 2002   | Nirvana                             | 3             | 1         | 1       | 3              | 5        | 6           | 2             | 9         | 2         | 10     | 6      |
| 2004   | With the Lights Out (box set)       | 19            | -         | 34      | 56             | 48       | -           | 39            | -         | 28        | -      | 16     |
| 2005   | Sliver: The Best of the Box         | 21            | -         | 26      | 56             | 97       | -           | -             | -         | 87        | -      | -      |

### Сингли
| Year | Song                         | Billboard Hot 100 | Австралия | Великобритания | Ирландия | Нова Зеландия | САЩ Mainstream Rock | САЩ Modern Rock | Албум                               |
| ---- | ---------------------------- | ----------------- | --------- | -------------- | -------- | ------------- | ------------------- | --------------- | ----------------------------------- |
| 1991 | „Smells Like Teen Spirit“    | 6                 | 5         | 7              | 1        | 1             | 7                   | 1               | Nevermind                           |
| 1992 | „Come as You Are“            | 32                | 25        | 9              | 7        | 3             | 3                   | 3               | Nevermind                           |
| 1992 | „Lithium“                    | 64                | 53        | 11             | 5        | 28            | 15                  | 4               | Nevermind                           |
| 1992 | „On a Plain“                 | -                 | -         | -              | -        | -             | -                   | 25              | Nevermind                           |
| 1992 | „In Bloom“                   | -                 | 75        | 28             | 7        | 20            | 5                   | -               | Nevermind                           |
| 1993 | „Sliver“                     | -                 | -         | -              | 23       | -             | -                   | 19              | Incesticide                         |
| 1993 | „Oh, the Guilt“              | -                 | -         | 12             | -        | -             | -                   | -               | Puss/Oh, the Guilt [single]         |
| 1993 | „Heart Shaped Box“           | -                 | 17        | 5              | 6        | 9             | 4                   | 1               | In Utero                            |
| 1994 | „All Apologies“              | -                 | 58        | 32             | 20       | 20            | 4                   | 1               | In Utero                            |
| 1994 | „About a Girl“               | -                 | 4         | -              | -        | -             | 3                   | 1               | MTV Unplugged in New York           |
| 1995 | „The Man Who Sold the World“ | -                 | -         | -              | -        | -             | 12                  | 6               | MTV Unplugged in New York           |
| 1995 | „Lake of Fire“               | -                 | -         | -              | -        | -             | 22                  | -               | MTV Unplugged in New York           |
| 1996 | „Aneurysm“                   | -                 | -         | -              | -        | -             | 11                  | 13              | From the Muddy Banks of the Wishkah |
| 2002 | „You Know You're Right“      | 45                | -         | -              | -        | -             | 1                   | 1               | Nirvana                             |